# Time Shall Tell
Time Shall Tell – tytuł trzeciego dema szwedzkiego zespołu muzycznego Therion. Album w formacie EP wydany został w ilości 2000 sztuk.

## Lista utworów
1. „Time Shall Tell”
2. „Dark Eternity”
3. „Asphyxiate with Fear”
4. „A Suburb to Hell”

## Twórcy
- Peter Hansson – prowadząca gitara rytmiczna
- Christofer Johnsson – wokal, gitara rytmiczna
- Oskar Forss – perkusja
- Erik Gustafsson – gitara basowa
- Projekt okładki – Calle Schewen